# Исаев, Илья Иванович
Илья Иванович Исаев (1674—1741) — государственный деятель Российской империи, обер-инспектор Главного магистрата, вице-президент Коммерц-коллегии, действительный статский советник.

## Биография
Родился 18 июля 1674 года; по происхождению московский купец, сын взятого в плен в 1655 году жителя г. Дубровны, записавшегося в 1671 году в московскую мещанскую слободу.
Илья Исаев стал известен Петру I в Архангельске и так понравился ему своею сметливостью, что когда Рига была занята русскими, Петр в 1712 году, назначил его быть «над рижским магистратом у надсмотра тамошних коммерческих дел»; к великому неудовольствию лифляндского купечества оно было подчинено Исаеву, которому царь поручил заботиться о развитии через Ригу русской торговли и об установлении казенной продажи некоторых отпускных товаров. Когда был учреждён Главный магистрат, 16 января 1721 года президентом его назначен был князь Ю. Трубецкой, а помощником ему — «обер-инспектор» Илья Исаев и им поручено было устроить магистратское управление во всех городах России; в 1722 году Пётр I грозил им обоим строгим наказанием за медленное исполнение этого предписания. В 1726 году Исаев был назначен, вместе с Дмитрием и Осипом Соловьёвыми, к исправлению русского тарифа, причём в руководство им был сообщён тариф голландский в переводе на русский язык. 
8 октября 1731 года был издан Именной указ о соединении Берг-коллегии и Мануфактур-конторы с Коммерц-коллегией и утверждении президента и вице-президента Коммерц-коллегии, которыми стали соответственно тайный советник А. Л. Нарышкин и Исаев. Однако они проработали во главе Коммерц-коллегии только полтора года: 2 апреля 1733 года Нарышкин был назначен присутствовать в сенат, новым президентом Коммерц-коллегии стал П. П. Шафиров, а Исаев тем же указом был сменён на посту вице-президента князем И. А. Щербатовым.
Это, однако, не означало полного ухода Исаева от дел: так, 31 октября 1735 года он участвовал в совещании с кабинет-министрами и рядом сенаторов (в том числе бывшим президентом Коммерц-коллегии Нарышкиным), на котором они «имели рассуждение об учреждении магистрата».  

2 января 1737 года Исаев по прошению был уволен от службы с отпуском в Москву. После смены царствования в 1741 году он подал прошение о награждении чином:

…в 1737 г., по именному указу, от дел отставлен, а рангом не награждён, и просил, чтоб за многовременное и верно усердное его служение наградить действительным рангом против других, которые тем при отставке пожалованы бывают 
Сенат счёл прошение бывшего вице-президента Коммерц-коллегии вполне обоснованным и 8 июня 1741 года представил Исаева к награждению чином действительного статского советника, который и был ему пожалован Правительницей Анной Леопольдовной через месяц, 8 июляБаранов П. И. Опись Высочайшим указам и повелениям, хранящимся в Санкт-Петербургском сенатском архиве за XVIII век. — СПб., 1875. — Т. III: 1740—1762. — С. 60..
Однако этот знак признания заслуг пришёл слишком поздно: согласно Московскому некрополю, умер он ещё в июне, а его погребение в церкви Адриана и Наталии на 1-й Мещанской в Москве состоялось 16 июля 1741 года. Есть указание, что скончался он 14 июля 1741 года

## Семья
Илья Иванович Исаев был женат на Авдотье Семёновне Панкратьевой (? — после 1750), дочери гостя Семена Ивановича Панкратьева. От этого брака было три дочери, две из них были замужем за видными военными деятелями:
- Ирина (ум. после 1777) — за адмиралом, членом Адмиралтейств-коллегии Иваном Лукьяновичем Талызиным (1700—1777).
- Евдокия (1717—1774) — за генерал-поручиком, Киевским обер-комендантом, членом Военной коллегии Владимиром Ивановичем Лопухиным (1703—1797); их сын, внук Исаева — Иван Владимирович Лопухин (1756—1816) — сенатор, действительный тайный советник.
- Мария (? — после 1780) — девица.